# 天蓝眶灯鱼
天蓝眶灯鱼（学名：Diaphus coeruleus）为灯笼鱼科眶灯鱼属的鱼类。分布于印度洋的埃拉特湾、红海、太平洋的菲律宾以及南海等海域。

## 扩展阅读
維基物種上的相關：天蓝眶灯鱼